# Ludwig Hoffmeyer

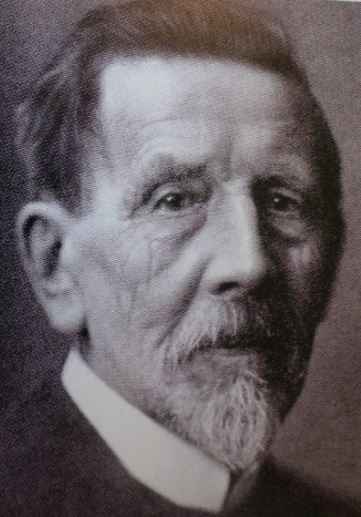
Ludwig Hoffmeyer

Ludwig Hoffmeyer (* 27. Februar 1845 in Linsburg, Kreis Nienburg; † 2. Januar 1935 in Osnabrück) war ein Lehrer und Autor zur Osnabrücker Stadtgeschichte.

## Leben
Hoffmeyer wurde 1845 als Sohn eines Zimmermeisters geboren. Bereits als 16-Jähriger trat er als „Verweser“ seine erste Lehrerstelle in Lauenstein bei Hameln an. Unterbrochen von Seminar-Ausbildungen, füllte er Lehrerstellen in Bleckede (Elbe) und Großgoltern (Deister) aus. Von 1867 bis 1870 besuchte er das Lehrerseminar in Hannover 1874 übernahm er als Vorsteher die Präparandenanstalt für Ostfriesland in Aurich, die er 20 Jahre lang bis 1894 führte. Er unterrichtete jetzt also nicht mehr Schüler, sondern angehende Lehrer. In diese Zeit fallen die ersten Veröffentlichungen von Schulbüchern. Von Aurich wurde er 1894 als Oberlehrer an das evangelische Lehrerseminar in Osnabrück versetzt und war gleichzeitig Vorsteher der Präparandenanstalt des Seminars. 1916 trat er in den Ruhestand.
Danach veröffentlichte er 47 größere und kleinere Werke historischen Inhalts. Mit der „Chronik der Stadt Osnabrück“, in der ersten Auflage 1918 erschienen, schuf er das Standardwerk, das für fast ein Jahrhundert die gültige Beschreibung der Stadtgeschichte darstellte und in vielen Auflagen erschien. Seine Werke beruhen auf intensivem Quellenstudium im Staatsarchiv Osnabrück. Seine Grabstätte befindet sich auf dem Hasefriedhof.

## Schriften (Auswahl)
- Geschichte der Stadt und des Regierungsbezirks Osnabrück in Bildern. Rackhorst, Osnabrück 1904.
- Karl Rosenthal. Ein Stück des Hannoverschen Lehrervereinslebens. Osnabrück 1909.
- Die Namen der Strassen und Plätze in der Stadt Osnabrück. Meinders & Elstermann, Osnabrück 1913.
- Chronik der Stadt Osnabrück. Meinders & Elstermann, Osnabrück 1918. (6. Aufl. 1995).
- Geschichte der Kirchengemeinde St. Marien in Osnabrück. Osnabrück 1927.
- Die Hasemühlen in Osnabrück. In: Osnabrücker Mitteilungen, 54 (1933), S. 77ff.

## Ehrungen
- Im Dezember 1924 verlieh ihm die philosophische Fakultät der Universität Göttingen die Ehrendoktorwürde.
- Nach seinem Tode wurde der 1880 angelegte „Wüstenplatz“ in „Hoffmeyerplatz“ umbenannt.